# Земо-Хвити
Земо-Хвити (груз. ზემო ხვითი) — село в Грузии, на территории Горийского муниципалитета края (мхаре) Шида-Картли.

## География
Село находится в центральной части Грузии, к западу от реки Большая Лиахви, на расстоянии приблизительно 22 километров (по прямой) к северо-западу от города Гори, административного центра муниципалитета. Абсолютная высота — 834 метра над уровнем моря.

## Население
По результатам официальной переписи населения 2014 года в Земо-Хвити проживало 627 человек (318 мужчин и 308 женщин). В национальной структуре населения грузины составляли 99,4 %, азербайджанцы — 0,3 %, русские — 0,3 %.
| Год  | Население, человек |
| ---- | ------------------ |
| 2002 | 839                |
| 2014 | ↘ 627              |